# Tillandsia acuminata
Tillandsia acuminata är en gräsväxtart som beskrevs av Lyman Bradford Smith. Tillandsia acuminata ingår i släktet Tillandsia och familjen Bromeliaceae. Inga underarter finns listade i Catalogue of Life.

## Bildgalleri

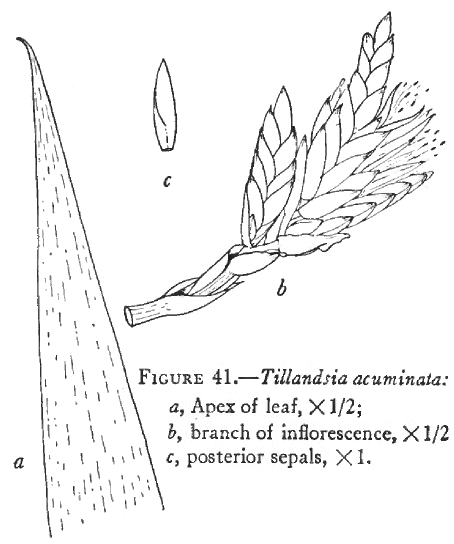